# Супермен: Судный день
«Супермен: Судный день» (англ. Superman: Doomsday) — американский мультипликационный фильм 2007 года, выпущенный сразу на видео, по мотивам популярной сюжетной линии The Death of Superman. Является первым мультфильмом из серии Оригинальных анимационных фильмов вселенной DC. Американская киноассоциация присвоила фильму рейтинг PG-13 за насилие в сценах битв.
Премьера состоялась 18 сентября 2007 года, но впервые фильм был показан на San Diego Comic-Con International 26 июля 2007 года. Далее вышли версии на одном DVD, двухдисковая и Blu-ray.

## Сюжет
Сотрудники компании «ЛексКорп» находят космический корабль и нечаянно выпускают из него генетически-созданного суперсолдата. После своего освобождения, он направляется в Метрополис, уничтожая всё на своём пути. С большими усилиями, Супермену удаётся уничтожить чудовище, после чего он умирает от полученных травм. Весь мир оплакивает погибшего героя. Лекс Лютор, сожалея, что Супермена убил безумный монстр, а не он сам, вызывает цепь событий, которые даже он не смог предвидеть.

## В ролях
- Адам Болдуин — Кларк Кент / Супермен
- Энн Хеч — Лоис Лейн
- Джеймс Марстерс — Лекс Лютор
- Джон Димаджио — Игрушечник
- Томас Кенни — Робот
- Свуси Кёрц — Марта Кент
- Кри Саммер — Мёрси Грейвс
- Рэй Уайз — Перри Уайт
- Адам Вайли — Джимми Олсен
- Крис Кокс — Дэймон Свонк
- Хетти Линн Хёртес — Диктор
- Джеймс Арнольд Тейлор — Офицер Такер
- Таунсенд Коулмэн — Бурильщик
- Кимберли Брукс — Мёрфи
- Кевин Смит — Сварливый человек

## Саундтрек
Слова и музыка всех песен — Robert J. Kral.
| №                   | Название                       | Длительность |
| ------------------- | ------------------------------ | ------------ |
| 1.                  | «Superman Doomsday Main Title» | 2:05         |
| 2.                  | «Fortress of Solitude»         | 1:33         |
| 3.                  | «Alien»                        | 2:25         |
| 4.                  | «Killing the Hick»             | 0:52         |
| 5.                  | «Doomsday Rising»              | 3:59         |
| 6.                  | «Superman vs. Doomsday»        | 1:49         |
| 7.                  | «Doomsday Battle»              | 2:11         |
| 8.                  | «Superman's Sacrifice»         | 2:38         |
| 9.                  | «The Death of Superman»        | 2:07         |
| 10.                 | «Lois & Martha»                | 0:48         |
| 11.                 | «Toy Man Attacks»              | 2:28         |
| 12.                 | «Return of the Hero»           | 2:22         |
| 13.                 | «Superman Clone»               | 3:16         |
| 14.                 | «Heartbeat»                    | 0:43         |
| 15.                 | «Relocated»                    | 1:13         |
| 16.                 | «Lois Was Right»               | 0:37         |
| 17.                 | «Cat Rescue»                   | 1:42         |
| 18.                 | «A Safe Superman»              | 1:47         |
| 19.                 | «Lois' Plan»                   | 2:21         |
| 20.                 | «Clone Discovery»              | 3:17         |
| 21.                 | «Luthor's Fate»                | 0:32         |
| 22.                 | «Superman's Return»            | 2:27         |
| 23.                 | «Superman vs. Superclone»      | 4:56         |
| 24.                 | «Superman's Victory»           | 4:23         |
| 25.                 | «Smallville Elementary»        | 1:03         |
| 26.                 | «Superman Doomsday End Titles» | 2:58         |
| Общая длительность: | Общая длительность:            | 56:53        |